# 銀星號列車
銀星號列車（英語：Silver Star）是美铁的銀色列車其中之一，運行於紐約市至邁阿密之間，長1,522-英里（2,449-）的路線上。期間行經東北走廊至華盛頓，而後途經里奇蒙、羅里、哥倫比亞、薩凡納、傑克遜維爾、奧蘭多、坦帕。
銀星號與銀色流星號的路線多有重疊，不過銀色流星號在北卡羅萊納州與南卡羅來納州行經路段較靠西側，經過這兩州的州府羅利和哥倫比亞，另外銀色流星號不繞駛坦帕。
在2011年財政年度，銀星號搭載了約 425,000 名乘客，較2010年增加了7.8%，總收入為32,963,894 美元，較2010年增加 10.6% 。

## 歷史
其原本為Seaboard Air Line（SAL）鐵路公司的列車，從紐約到邁阿密與佛羅里達州的聖彼得堡，於1947年12月12日開始營運，取代了「前進銀色流星號（Advance Silver Meteor）。
Amtrak成立後銀星號都停靠坦帕與邁阿密，除了1990年代晚期至2000年代早期以外－－該段期間是由帕爾梅托號負責至坦帕的客運服務。原本Amtrak 將銀星號在傑克遜維爾拆分成兩列車，其一經奧蘭多開往坦帕，另一開往邁阿密。不過在2004年11月1日以後，銀星號恢復停靠坦帕：列車開往坦帕，之後循原線向東開回40英里（64）至奥本代尔，再向南開往邁阿密。
由于东河隧道翻修，自2024年11月起，这一对车次将与国会特快号列车短暂合并为佛罗里达人号列车。

## 列車編組
正如美铁其他行駛至紐約的長途路線一樣，僅使用單層美铁普运型铁路客车與觀景車廂編組。列車在紐約與華盛頓之間使用電力機車牽引，在華盛頓更換為柴電機車以行使華盛頓以南路段。銀星號編組大致如下： 
- 一或兩輛 ACS-64型電力機車（紐約－華盛頓路段）
- 2 通用電氣P42柴電機車（華盛頓－邁阿密路段）

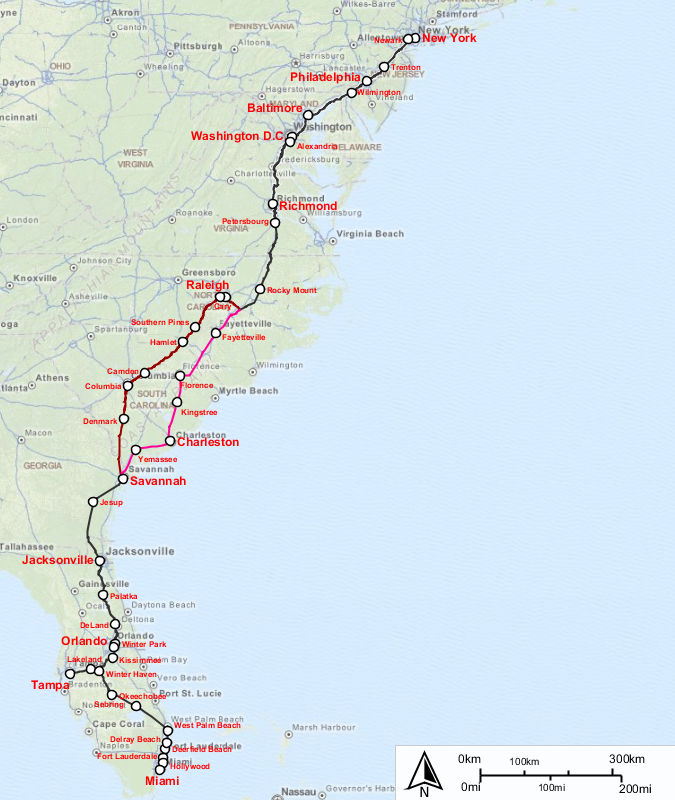
Amtrak 的銀色列車路線圖 (interactive map)

- 行李車
- 2輛觀景臥車
- 餐車
- 美铁普运2型铁路客车客廳車
- 4輛美铁普运2型铁路客车座位車

## 外部連結
- Amtrak - Silver Service / Palmetto （页面存档备份，存于）
- Luxury Trains  （页面存档备份，存于）